# Jeanne Raunay
Jeanne Richomme Raunay (née Jeanne Berthe Isabelle Richomme à Paris 6e le 20 décembre 1863 et morte à Neuilly-sur-Seine le 5 juillet 1942) est une chanteuse d'opéra mezzo-soprano française.

## Jeunesse
Jeanne Richomme est née à Paris, fille du peintre Jules Richomme. Son grand-père est le graveur Théodore Richomme. Elle est l'élève de Obin et du baryton Douhy. Elle est aussi la sœur du comédien Camille Dumény et se produit en concert sous ce nom, avant d'adopter le pseudonyme de Raunay.

## Carrière
Jeanne Raunay débute à l'Opéra de Paris en 1888, lorsqu'elle interprète le rôle d'Uta dans Sigurd de Reyer. Engagée à la suite d'un désistement, elle répète et apprend le rôle en 2 jours.
Elle chante au Théâtre de la Monnaie à Bruxelles entre 1895 et 1897 et elle est la première à interpréter le rôle de Guilhen dans Fervaal du compositeur Vincent d'Indy (1897). Elle entre à l'Opéra-Comique en 1898, où elle interprète Jeannine dans la première de L'Ouragan, drame lyrique en 4 actes, de Bruneau (1901). Raunay apparait aussi dans Tannhäuser, Faust, Fidelio, Iphigénie en Tauride, Hérodiade et Lohengrin. Elle est considérée comme une beauté de la scène d'opéra. « Blonde, gracieuse, d'une beauté radieuse et d'une élégance suprême, Jeanne Raunay compte parmi les rares chanteuses de talent dont la réputation ne doit rien à la publicité ou aux intrigues », note un magazine américain en 1905.
Raunay abandonne l'opéra après son mariage, mais continue à chanter en concert. En 1910, elle chante au premier concert de la Société musicale indépendante, avec son ami Gabriel Fauré comme accompagnateur. En 1923 et 1924, elle donne des récitals avec la pianiste Marguerite Long, interprétant la musique de compositeurs français contemporains tels que Ravel, Debussy et Fauré. À la fin de sa vie, elle enseigne le chant. Jeanne Manceaux, la sœur aînée du compositeur Francis Poulenc, est l'une de ses élèves.
Plusieurs compositeurs ont dédié des œuvres à Jeanne Raunay. Le cycle complet La chanson d'Ève de Fauré (1911) lui est dédié. Raunay chante une grande partie de l'œuvre lors des premières représentations. Ernest Chausson lui dédie le titre Chanson perpétuelle en 1899. Charles Bordes lui consacre également une composition en 1914.